# Dyskinesie
Dyskinesieën zijn onwillekeurige bewegingen, zoals ook een tic of chorea dat zijn. Dyskinesieën komen bij meerdere aandoeningen voor, waarbij onderscheid moet worden gemaakt naar de onderliggende oorzaak.

## Dyskinetische indeling
- abnormale houding en/of beweging, onwillekeurige bewegingen ook in rust
- onwillekeurige, ongecontroleerde, repeterend en soms stereotiepe bewegingen
  - dystone:
    - hypokinesie, langzame torderende bewegingen
    - hypertonie: niet-snelheidsafhankelijke verhoogde spiertonus bij passief bewegen

  - hyperkinetisch:
    - hyperkinesie (grofslagige, heftige bewegingen)
    - hypotonie

Dystone en hyperkinetische bewegingskenmerken komen ook tegelijkertijd voor, waarbij de bijdrage van de 2 componenten kan wisselen en ook veranderen in de tijd. Om die
reden verdient het de voorkeur om van een dyskinetische bewegingsstoornis te spreken, eventueel met de toevoeging overwegend van het dystone of hyperkinetische type.

## Oorzaken
- Tijdens of na het gebruik van een antipsychoticum kan tardieve dyskinesie ontstaan. Deze bevindt zich vooral in het gelaat, lippen en tong maken onwillekeurige bewegingen.
- Bij de ziekte van Parkinson en parkinsonisme worden dyskinesieën gezien na jarenlang gebruik van hoge dosis levodopa en bestaan dan uit zwaaiende, draaiende bewegingen van hoofd en/of ledematen.

## Ziekte van Parkinson
Dyskinesieën komen bij de ziekte van Parkinson voor bij chronisch levodopagebruik. Na 5 tot 10 jaar gebruik van levodopa heeft de helft van alle patiënten er last van.
Meestal treden de dyskinesieën op als de levodopaspiegel het hoogst is, men spreekt dan van piekdyskinesieën. Soms treden ze juist op bij het stijgen of dalen van de levodopa-spiegel en worden dan bifasische dyskinesieën genoemd.
Bij het ontstaan van dyskinesieën speelt het voortschrijden van de ziekte van Parkinson een grote rol. Naarmate de ziekte voortschrijdt, zijn er minder zenuwcellen in de substantia nigra die de levodopa kunnen opnemen (bufferen) en geleidelijk omzetten in dopamine. Daardoor wordt het zenuwstelsel gevoeliger voor zowel te veel als te weinig levodopa. Er treden “responsfluctuaties” op: perioden waarin de patiënt veel last heeft van de Parkinsonverschijnselen (off is) wisselen af met perioden dat de medicatie effectief is (on), maar eventueel last heeft van dyskinesieën.
Over de vraag in hoeverre de levodopa zelf veranderingen in het striatum veroorzaakt, is men het nog niet eens. Vanuit deze veronderstelling tracht men bij betrekkelijk jonge (<65 jaar) het levodopa gebruik uit te stellen, men schrijft dan eerste een dopamine-agonist zoals pramipexol voor.
Vanwege de problemen met langdurige levodopa-therapie wordt tegenwoordig ook wel geopereerd (Diepe hersenstimulatie).

## Varia
Het middel MDMA (ecstasy) blijkt parkinsonverschijnselen te kunnen wegnemen zonder dyskinesieën te veroorzaken. Dit gaat wel gepaard met onaanvaardbare psychische effecten.